# Острова Тихого океана
На территории Тихого океана насчитывается от 20 тысяч до 30 тысяч островов, в том числе самый большой архипелаг в мире — Малайский.
Самые крупные скопления островов:

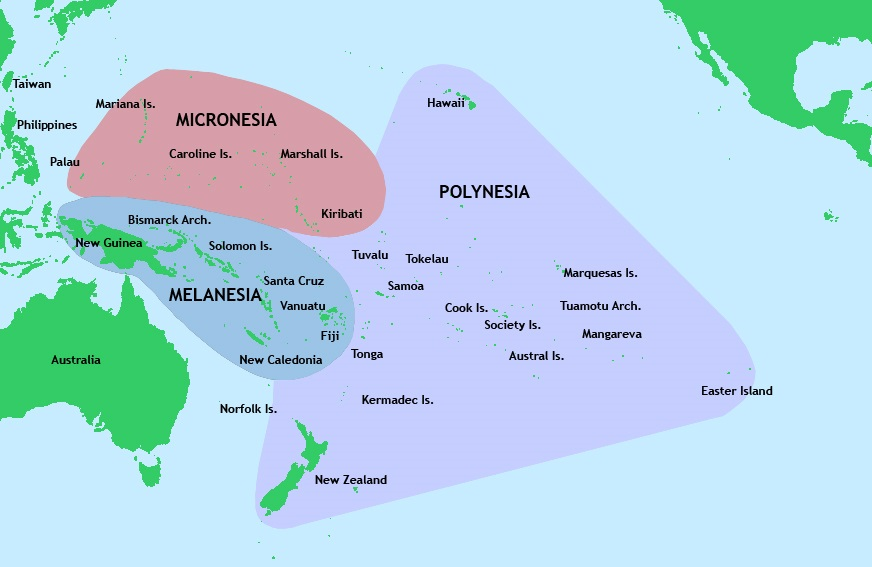
Три основные группы островов в Тихом океане.

- Меланезия — включает в себя острова: Новая Гвинея, Острова Торресова пролива, Новая Каледония, Вануату, Фиджи, Соломоновы острова.
- Микронезия — включает в себя острова: Марианские острова, Гуам, Уэйк, Палау, Маршалловы Острова, Кирибати, Науру, Каролинские острова.
- Полинезия — включает в себя острова: Гавайские острова, Мидуэй, Ротума, Самоа, Острова Кука, Уоллис и Футуна, Токелау, Ниуэ, остров Пасхи. Также на других островах архипелага находятся государства: Новая Зеландия, Тонга, Тувалу, территория США — Американское Самоа, территория Франции — Французская Полинезия.

Также к наиболее крупным группам островов и островам можно отнести Хонсю, Сахалин, Филиппины, Алеутские острова, Курильские острова, Тайвань.

## Терминология
Если термин «Острова Тихого океана» относится ко всем островам находящимся в Тихом океане, то термин «Тихоокеанские острова», в зависимости от контекста, может относиться как к островам с населением австронезийского происхождения, так и только к островам, когда-либо колонизированным — либо тем, которые находятся в Океании.
Иногда этот термин относят только к тем островам, которые охватывает геополитическая концепция Океании. В некоторых случаях термин «Тихоокеанские острова» относится к островам Тихого океана, когда-либо колонизированным Англией, Францией, Голландией, США, Германией или Японией (таким, как Питкэрн, Тайвань и Калимантан). В других случаях термин может относиться к островам населённых народами австронезийского происхождения, таким как Тайвань, Индонезия, Микронезия, Полинезия, острова Мьянмы, общие предки которых жили в субтропических прибрежных районах нынешнего Китая. Есть много других островов, расположенных в границах Тихого океана, которые не считаются частью Океании. Среди них Галапагосские острова Эквадора; Алеутские острова Аляски в Соединённых Штатах; остров Ванкувер в Канаде; российские острова Сахалин и Курилы; острова Китайской республики (Тайвань) и острова Китайской Народной Республики; Филиппины; острова в Южно-Китайском море, принадлежность части которых оспаривается разными странами; большинство островов Индонезии и острова Японии, в том числе Японского архипелага.

## Острова Тихого океана по площади
Полный список островов Тихого океана площадью более 10 тысяч км².
| Название        | Принадлежность                   | Площадь (км2) | Население   | Плотность населения | Примечания |
| --------------- | -------------------------------- | ------------- | ----------- | ------------------- | ---------- |
| Новая Гвинея    | Индонезия и Папуа — Новая Гвинея | 785 753       | 7 500 000   | 9,544               |            |
| Хонсю           | Япония                           | 227 960       | 103 000 000 | 451,8               |            |
| Сулавеси        | Индонезия                        | 174 600       | 18 455 000  | 105,7               |            |
| Южный остров    | Новая Зеландия                   | 145 836       | 1 038 600   | 7,122               |            |
| Северный остров | Новая Зеландия                   | 111 583       | 3 393 900   | 30,42               |            |
| Лусон           | Филиппины                        | 109 965       | 48 520 000  | 441,2               |            |
| Минданао        | Филиппины                        | 104 530       | 25 281 000  | 241,9               |            |
| Тасмания        | Австралия                        | 90 758        | 514 700     | 5,671               |            |
| Хоккайдо        | Япония                           | 77 981        | 5 474 000   | 70,2                |            |
| Сахалин         | Россия                           | 72 493        | 580 000     | 8,001               |            |
| Тайвань         | Китайская Республика             | 35 883        | 23 000 000  | 641                 |            |
| Кюсю            | Япония                           | 35 640        | 13 231 000  | 371,2               |            |
| Хайнань         | Китайская Народная Республика    | 35 400        | 8 900 000   | 251,4               |            |
| Новая Британия  | Папуа — Новая Гвинея             | 35 145        | 513 926     | 14,62               |            |
| Ванкувер        | Канада                           | 31 285        | 759 366     | 24,27               |            |
| Сикоку          | Япония                           | 18 800        | 4 141 955   | 220,3               |            |
| Новая Каледония | Франция                          | 16 648        | 208 709     | 12,54               |            |
| Палаван         | Филиппины                        | 12 189        | 430 000     | 35,28               |            |
| Вити-Леву       | Фиджи                            | 10 531        | 600 000     | 56,97               |            |
| Гавайи          | США                              | 10 434        | 185 079     | 17,74               |            |